# Antysufrażyzm

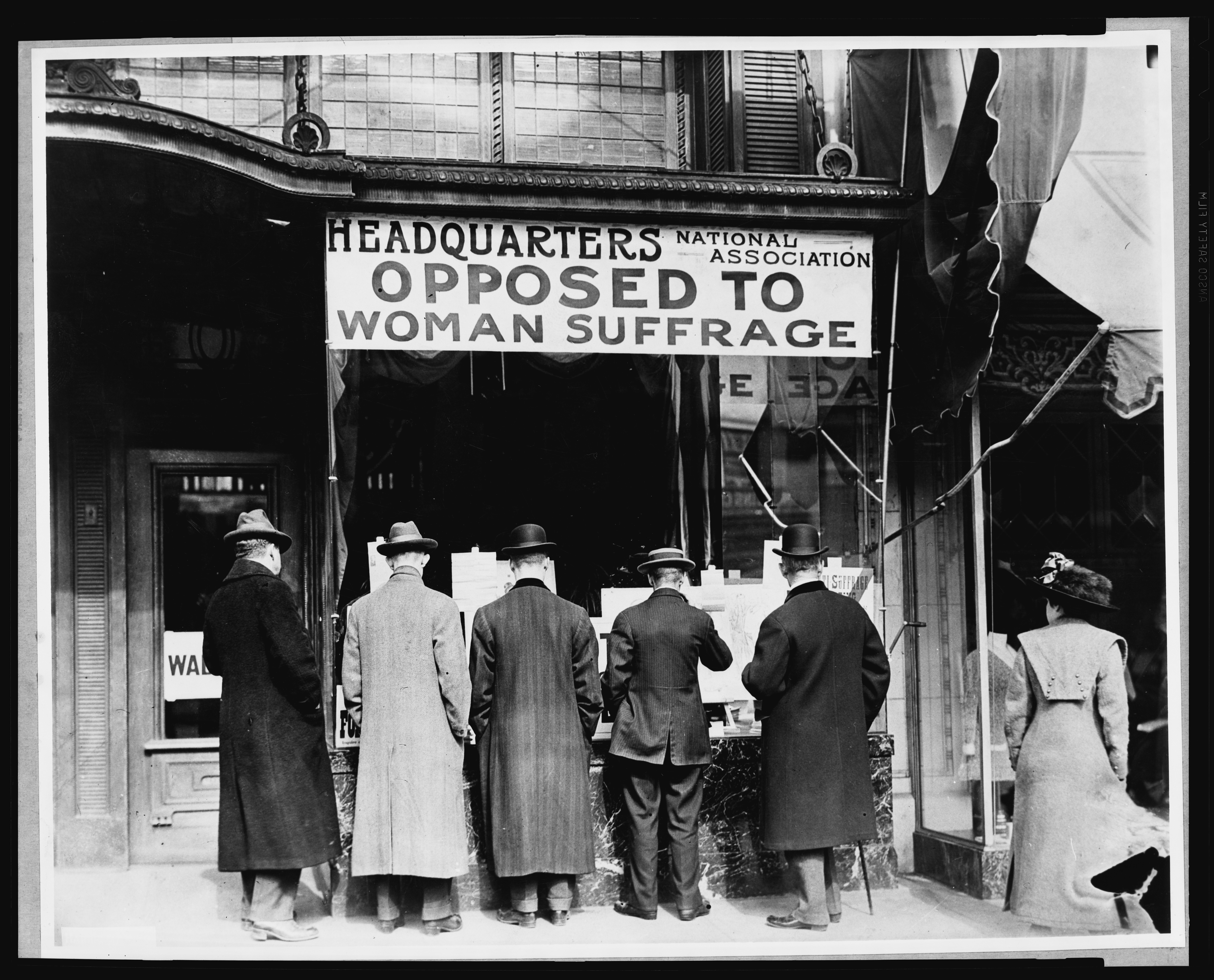
Antysufrażyści w USA w 1911 roku

Antysufrażyzm (ang. Anti-suffragism) – dziewiętnastowieczny ruch polityczny sprzeciwiający się nadaniu kobietom praw wyborczych w Wielkiej Brytanii i Stanach Zjednoczonych. Ruch tworzyły głównie kobiety. Był on blisko związany z tzw. domowym feminizmem, który głosił, że kobieta w domu jest w pełni wolna.
W Wielkiej Brytanii w 1902 było ok. 160 antysufrażystek. Największą organizacją było Women's National Anti-Suffrage League, wydawca pisma Anti-Suffrage Review i inicjator petycji do parlamentu z 1907 roku, którą podpisało 87 tysięcy osób. Później wykryto w tej inicjatywie fałszerstwa.
W Nowym Jorku powstało w 1897 roku New York State Association Opposed to Woman Suffrage, które w 1908 roku miało ponad 90 członków. Organizacja była aktywna głównie na polu tworzenia pamfletów i publikacji przybliżających stanowisko organizacji. Natomiast w 1909 roku powołano oddział organizacji w Geneva. Nowojorskie sufrażystki często zapraszały oponentów na otwarte dyskusje. Organem prasowym organizacji nowojorskiej było The Anti-Suffragist wydawane przez Williama Winslowa Crannella od 1908 do 1912 roku, a następnie The Woman's Protest wydawane samodzielnie.
Po przyjęciu 19. poprawki do konstytucji antysufrażyści przekształcili się w ruch antyfeministyczny, sprzeciwiający się rozwojowi programów opieki społecznej i kobiecych organizacji pacyfistycznych oraz wspierający kulturę politycznej wrogą działaczkom postępowym. Skuteczność tych działań była większa dzięki połączeniu antyfeminizmu, antyradykalizmu i obecnego strachu przed rewolucją komunistyczną.